# العلاقات السعودية الموزمبيقية
العلاقات السعودية الموزمبيقية هي العلاقات الثنائية التي تجمع بين السعودية وموزمبيق.

## مقارنة بين البلدين
هذه مقارنة عامة ومرجعية للدولتين:
| وجه المقارنة                                              | السعودية        | موزمبيق          |
| --------------------------------------------------------- | --------------- | ---------------- |
| المساحة (كم2)                                             | 2.25 مليون      | 801.59 ألف       |
| عدد السكان (نسمة)                                         | 33.00 مليون     | 29.67 مليون      |
| الكثافة السكانية (ن./كم²)                                 | 14.67           | 37.01            |
| العاصمة                                                   | الرياض، الدرعية | مابوتو           |
| اللغة الرسمية                                             | اللغة العربية   | اللغة البرتغالية |
| العملة                                                    | ريال سعودي      | متكال موزمبيقي   |
| الناتج المحلي الإجمالي (بليون دولار)                      | 683.83 مليار    | 12.33 مليار      |
| الناتج المحلي الإجمالي (تعادل القوة الشرائية) بليون دولار | 1.69 تريليون    | 33.35 مليار      |
| الناتج المحلي الإجمالي الاسمي للفرد دولار أمريكي          | 20.48 ألف       | 529              |
| الناتج المحلي الإجمالي للفرد دولار أمريكي                 | 52.01 ألف       | 1.13 ألف         |
| مؤشر التنمية البشرية                                      | 0.837           | 0.416            |
| رمز المكالمات الدولي                                      | +966            | +258             |
| رمز الإنترنت                                              | .sa             | .mz              |
| المنطقة الزمنية                                           | ت ع م+03:00     | ت ع م+02:00      |

## منظمات دولية مشتركة
يشترك البلدان في عضوية مجموعة من المنظمات الدولية، منها:
| علم المنظمة | اسم المنظمة                               | تاريخ انضمام السعودية | تاريخ انضمام موزمبيق |
| ----------- | ----------------------------------------- | --------------------- | -------------------- |
|             | الاتحاد البريدي العالمي                   | ?                     | ?                    |
|             | مؤسسة التنمية الدولية                     | 30 ديسمبر 1960        | 24 سبتمبر 1984       |
|             | منظمة حظر الأسلحة الكيميائية              | ?                     | ?                    |
|             | منظمة التجارة العالمية                    | 11 نوفمبر 2005        | ?                    |
|             | الأمم المتحدة                             | 24 أكتوبر 1945        | 16 سبتمبر 1975       |
|             | وكالة ضمان الاستثمار متعدد الأطراف        | 12 أبريل 1988         | 23 نوفمبر 1994       |
|             | منظمة الشرطة الجنائية الدولية             | 13 يونيو 1956         | ?                    |
|             | مؤسسة التمويل الدولية                     | 18 سبتمبر 1962        | 24 سبتمبر 1984       |
|             | المنظمة الهيدروغرافية الدولية             | 8 أبريل 2002          | ?                    |
|             | الاتحاد الدولي للاتصالات                  | 7 فبراير 1949         | 4 نوفمبر 1975        |
|             | البنك الدولي للإنشاء والتعمير             | 26 أغسطس 1957         | 24 سبتمبر 1984       |
|             | البنك الإفريقي للتنمية                    | 4 أغسطس 1963          | ?                    |
|             | منظمة التعاون الإسلامي                    | 25 سبتمبر 1969        | ?                    |
|             | المركز الدولي لتسوية المنازعات الاستشارية | 7 يونيو 1980          | 7 يوليو 1995         |
|             | يونسكو                                    | 4 نوفمبر 1946         | 11 أكتوبر 1976       |

## العلاقات الاقتصادية بين البلدين
بلغ حجم التبادل التجاري بين السعودية والموزمبيق في عام 2016م نحو 904 مليون ريال سعودي، وقدر حجم الصادرات منها بحوالي 885 مليون ريال سعودي بينما كانت قيمة الواردات حوالي 19 مليون ريال سعودي . في حين أنه في عام 2015م وصلت قيمة التبادل التجاري بين البلدين نحو 1,983 مليون ريال سعودي .
وكانت أبرز السلع المصدرة لعام 2015م المنتجات المعدنية، الأسمدة، واللدائن ومصنوعاتها، والسكر والمصنوعات السكرية، كما استوردت المملكة العربية السعودية من جمهورية موزنبيق في نفس العام فواكة بقيمة 18 مليون ريال سعودي.

## وصلات خارجية
- موقع وزارة الخارجية السعودية
- موقع وزارة الخارجية الموزمبيقية